# Uli-Wieland-Hütte
Die Uli-Wieland-Hütte, benannt nach Ulrich Wieland, ist eine Selbstversorgerhütte der Kategorie MH der Sektion Ulm des Deutschen Alpenvereines und liegt in der Gemeinde Blaubeuren im Landkreis Alb-Donau-Kreis auf 550 m ü. NHN Höhe in Baden-Württemberg in Deutschland.

## Geschichte
Schon vor dem Zweiten Weltkrieg kam von der Jugend-Bergfahrten-Gruppe „Uli-Wieland“ der Gedanke auf, eine Hütte im Blautal am Südrand der Schwäbischen Alb zu bauen. Kurz nach dem Krieg begannen die Vorbesprechungen, zunächst im kleinen Kreis, dann vor dem Ausschuss der Sektion. Im Oktober 1948 suchten Mitglieder der Sektion einen geeigneten Platz. Sie fanden ihn im Achtal, an einem Südhang vor dem Ortseingang von Weiler, unterhalb der Günzelburg. Der Bürgermeister und der Gemeinderat von Seißen gaben grünes Licht für einen Bau einer Hütte. In den letzten Monaten des Jahres fertigte Architekt Augustin einen Plan an, der allgemeine Zustimmung fand.
Am 13. Januar 1949 genehmigte auch die Hauptversammlung den Hüttenbau. Im gleichen Jahr wurde mit dem Aushub des Fundamentes begonnen. Der 19. April war der 70. Jahrestag der Gründung der Sektion Ulm. Abends um 17 Uhr wurde der Richtbaum am Firstbalken befestigt. Am 24. April konnte das Richtfest gefeiert werden. Der 24. Juli war der letzte Tag des Hüttenbaus. Der Festabend des 70-jährigen Bestehens der Sektion Ulm war am 30. Juli 1949. Der erste Vorsitzende hielt die Festrede und hatte das schönste Jubiläumsgeschenk, das es geben konnte, für die Sektion und vor allem für die jungen Bergsteiger der Sektion. Die Einweihung der Hütte war am 31. Juli 1949.
Die Unterkunft wurde nach Ulrich Wieland benannt, der bei der Deutschen Nanga-Parbat-Expedition 1934 ums Leben kam.

## Erreichbarkeit
- Anreise per Zug/Bahnhof: Blaubeuren
- Anreise per Zug/Bahnhof: Weiler[3]

## Hütten in der Nähe
- Blauhütte, Selbstversorgerhütte, Schwäbische Alb, (676 m ü. NHN)[4]

## Tourenmöglichkeiten
- Urweltwanderung zwischen Blaubeuren und Schelklingen, Wanderung, Schwäbische Alb, 10,7 km, 3,5 Std.
- Alb-Donau-Kreis Eiszeitpfad – Eiszeitjägerpfad, Wanderung, Schwäbische Alb, 9,3 km, 3 Std.
- Blaubeuren – Küssende Sau, Blautopf und Urmu, Wanderung, Schwäbische Alb, 6,8 km, 2,2 Std.
- Blaubeuren zur „küssenden Sau“ 2019, Wanderung, Schwäbische Alb, 9,9 km, 3 Std.
- Eiszeitjägerpfad – Blaubeuren, Wanderung, Schwäbische Alb, 9 km, 3 Std.[4]